# Vers-Pont-du-Gard
Vers-Pont-du-Gard is een gemeente in het Franse departement Gard (regio Occitanie). De plaats maakt deel uit van het arrondissement Nîmes en is genoemd naar Pont du Gard, een iets zuidelijker gelegen aquaduct dat door de Romeinen is gebouwd en dat later werd gebruikt als brug. Vers-Pont-du-Gard telde op 1 januari 2022 1.758 inwoners.

## Geografie
De oppervlakte van Trégunc bedroeg op 1 januari 2022 19,14 vierkante kilometer; de bevolkingsdichtheid was toen 91,8 inwoners per km². Het dorp ligt iets ten noorden van de Gardon. Ter plaatse wordt al eeuwen kalksteen gewonnen; andere economische activiteiten zijn wijnbouw (Coteaux du Pont du Gard) en toerisme. Het dorp heeft sinds 1990 een jumelage met Palézieux.

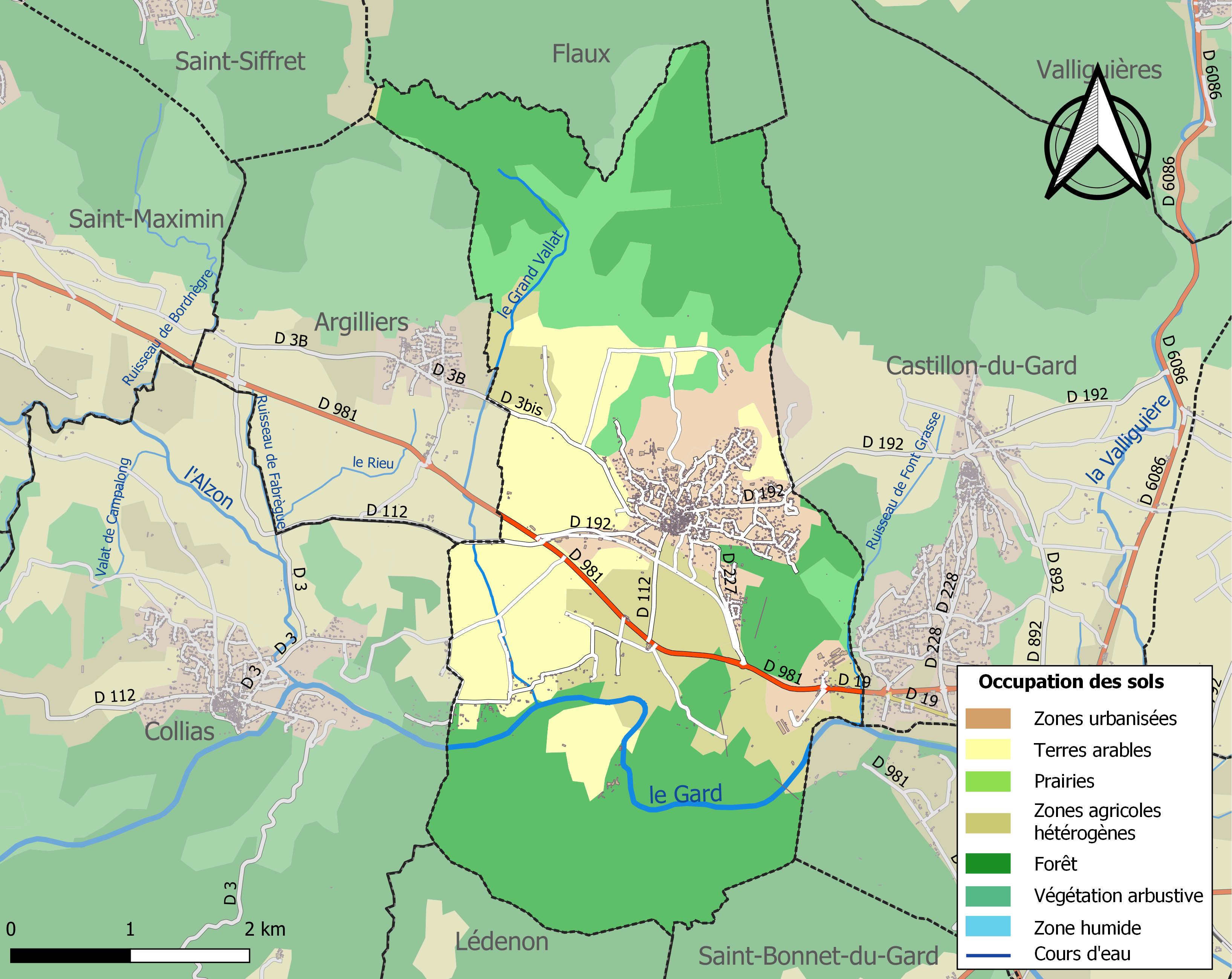
Kaart van de gemeente met belangrijkste infrastructuur, bodemgebruik en omliggende gemeenten

## Demografie
Onderstaande figuur toont het verloop van het inwonertal (bron: INSEE-tellingen).